# ポルジンゲン
ポルジンゲン (ドイツ語: Polsingen) は、ドイツ連邦共和国バイエルン州ミッテルフランケン行政管区のヴァイセンブルク＝グンツェンハウゼン郡に属す町村（以下、本項では便宜上「町」と記述する）である。

## 地理

### 位置
この町はヴァイセンブルク＝グンツェンハウゼン郡の南部に位置しており、シュヴァーベン地方、すなわちドナウ＝リース郡と直接境を接している。近隣の都市にはヴェムディング、近隣の周辺都市はエッティンゲン、トロイヒトリンゲン、ネルトリンゲン、ヴァッサートリューディンゲン、ヴァイセンブルク・イン・バイエルンがある。ローラハ川が町内を流れており、町の北側近くにハーネンカム湖がある。この町は中低山地の支脈であるハーネンカムにあり、アルトミュールタール自然公園に近い。モイスクロイト地区とクロンホーフ地区は、小惑星が衝突したクレーターの跡であるネルトリンガー・リースに位置する。この地域は森に覆われており、土地は山地である。町域内の山には、たとえば、ポルジンガー・ベルク、デッキンガー・ベルク、シュタールベルク、フンガーベルクの突き出し部などがある。

### 隣接する市町村
ポルジンゲンは、北はハイデンハイム、北東はトロイヒトリンゲン、南東はヴォルファーシュタット、南はヴェムディング、南西はムニンゲン、西はエッティンゲン、北西はヴェストハイムと境を接している。

### 自治体の構成
この町は9つのゲマインデタイル（小地区）からなる。
| - ベルガースホーフ - デッキンゲン - コーンホーフ - クロンホーフ - モイスクロイト | - オーバーアッペンベルク - ポルジンゲン - トレンデル - ウルスハイム |

この他に、ウルスハイム地区に含まれる孤立集落ヴィースミューレがある。

## 歴史

### 自治体の成立まで
1100年頃から1518年までゼー領主家がこの集落にいたことが証明されている。ポルジンゲンの最初の文献記録は1298年のものである。1517年にポルジンゲンはブランデンブルク＝アンスバッハ辺境伯領となり、1500年からフランケン帝国クライスに属していた。1595年にポルジンゲンに教区教会が建設された。政治上の自治体は1818年の自治体令によって成立した。

### 町村合併
バイエルン州の地域再編に伴い、1971年4月1日にトレンデルとウルスハイムが合併した。1978年5月1日にデッキンゲンの合併がなされた。

## 住民

### 人口推移
- 1910年: 0472人[6]
- 1933年: 0519人
- 1939年: 0670人[7]
- 1961年: 2107人[5]
- 1970年: 2036人[5]
- 1991年: 1905人
- 1995年: 1967人
- 2005年: 2032人
- 2010年: 1970人
- 2015年: 1864人[8]
- 2020年: 1823人[8]

## 行政

### 議会
ポルジンゲンの町議会は12議席からなる。

### 紋章
図柄: 基部は銀地で、その中に縁まで達する赤いアンドレアス十字。その上の主部は左右二分割。向かって左は、赤地に金色の鎖の首輪をつけた銀色の雄狼の頭部から胴体部。向かって右は銀と黒に四分割。
紋章の由来: この紋章はゲマインデタイルの紋章の構成要素を組み合わせたもので、集落の歴史を物語っている。アンドレアス十字はトレンデル地区を領していたエッティンゲン伯の紋章、狼の頭はポルジングのゼー領主家、黒-白の四分割はブランデンブルク＝アンスバッハ辺境伯による統治を意味している。

## 文化と見所

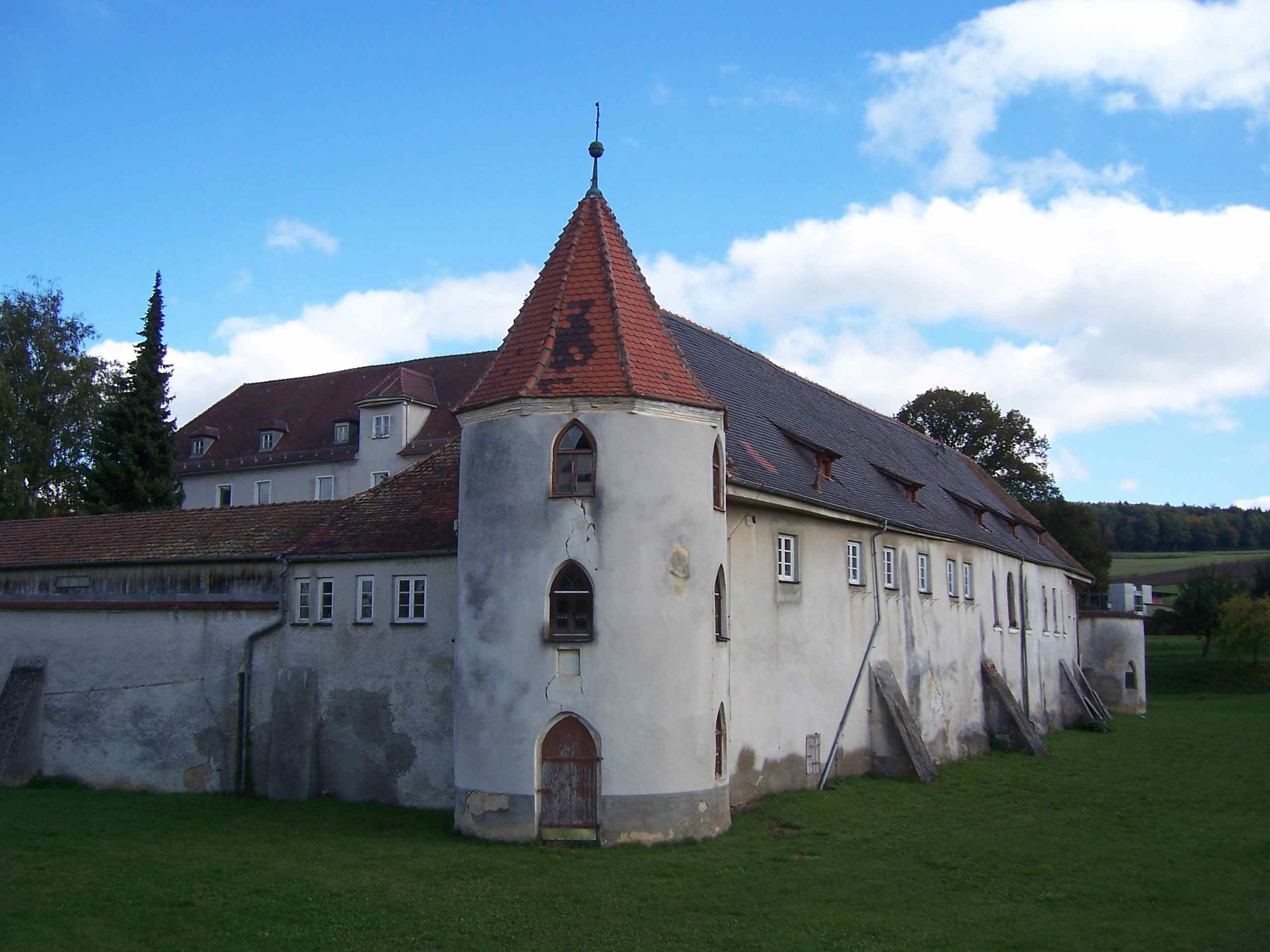
ヴェルヴァルトの水城

### 建築
かつてのヴェルヴァルトの水城（ポルジンゲン城）はゼー家によって造営された。四角形の堀、円塔を有する城壁と4階建ての主館がある。1517年/18年にブランデンブルク辺境伯カジミールがこの城を購入し、ブランデンブルク辺境伯の所有となった。1580年にはジギスムント・ヴェルヴァルトがこの城館を獲得した。ヴェルヴァルト領主家は1857年までこの城を保有していた。その後、ノイエンデッテルザウのヴィルヘルム・レーエがこれを獲得し、1865年まで催事場として利用した。現在は慈善団体ディアコニー・ノイエンデッテルザウがこれを所有している。

## 経済と社会資本

### 交通
州道2384号線が町内を、連邦道466号線が約 8 km 西を通っている。ポルジンゲンは、アウトバーン6号線、7号線、8号線、9号線が形成する四角形の中に位置しており、最寄りのアウトバーンのインターチェンジまでは約 40 km の距離がある。

### 教育
- デッキンゲンに基礎課程学校がある[12]。
- ポルジンゲン、デッキンゲン、ウルスハイムに幼稚園がある。2021年現在、3園合わせて定員は85人、在籍園児数は69人である[13]。

## 人物

### 出身者
- ヨハン・ゲオルク・アイゼン・フォン・シュヴァルツェンベルク（ドイツ語版）（1717年 - 1779年）文筆家。1769年から天然痘の予防接種運動を指導した。
- クリスティアン・ヴェーバー（1883年 - 1945年）政治家 (NSDAP)。

## 関連図書
- Johann Kaspar Bundschuh (1801). “Polsingen”. Geographisches Statistisch-Topographisches Lexikon von Franken. Band 4: Ni–R. Ulm: Verlag der Stettinischen Buchhandlung. p. 378 2022年5月25日閲覧。
- Gottfried Stieber (1761). “Polsingen”. Historische und topographische Nachricht von dem Fürstenthum Brandenburg-Onolzbach. Schwabach: Johann Jacob Enderes. pp. 630–631 2022年5月25日閲覧。